# Molde
Molde este un oraș și comună din provincia Møre og Romsdal, Norvegia.
Deoarece clima este ceva mai blândă decât în alte părți ale Norvegiei, aici cresc mulți trandafiri, ceea ce a făcut ca Molde să fie numit și „Rosenes by” („orașul trandafirilor”).
Aeroportul Arø, cu ca. 300.000 de pasageri anual, este unul dintre marile aeroporturi regionale din Norvegia.

## Etimologie
Numele „Molde” se crede că vine din limba nordică veche de la o fermă, moldar, pluralul formei mold („teren fertil”), sau de la moldr, care înseamnă „craniu”.

## Istorie
Orașul actual a fost întemeiat în secolul al XV-lea.
Majoritatea clădirilor sunt relativ noi, deoarece foarte multe clădiri vechi au fost distruse de bombardamentele germane din 1940 - orașul a fost sediul ultimului cartier general al armatei norvegiene înainte de capitulare.
Începând din 1960, anual are loc aici un festival internațional de jazz. Începând din 1994 orașul are o instituție de învățământ superior.
De peste 100 de ani Molde este port unde se oprește și linia de vapoare „Hurtigruten”; aceasta leagă orașele Bergen și Kirkenes, de-a lungul aproape întregii coaste norvegiene de la Marea Nordului.